# 别告诉她
《别告诉她》（英語：The Farewell）是一部2019年美国喜剧剧情片。王子逸执导和编剧；奧卡菲娜、马志、趙淑珍、林晓杰、卢虹、姜永波主演。影片讲述一个华人家庭中，奶奶罹患了癌症，时日不多，但家人选择向老人隐瞒病情，假借一场婚礼安排家人相聚的故事。本片聚焦东西方长大的亚裔在面对亲人将去世的不同反应。
该片入选2019年圣丹斯电影节美国剧情片竞选单元，于2019年7月12日在美国上映。

## 剧情简介
美国华裔作家比莉每天都会和住在中国长春老家的奶奶講电话。一天，比莉收到了古根海姆奖的落选通知，又从父亲海燕和母亲陆健的口中得知奶奶罹患晚期肺癌，预计生命只剩下几个月的噩耗。
由于家人隐瞒，奶奶还不知道自己的病情，医生也告诉她得的是良性肿瘤。众人计划安排比莉的表弟浩浩从日本回来办一场婚礼，以此为全家人团聚的借口。海燕和陆健担心比莉会把奶奶的病情说出去，要她留在纽约。然而，比莉还是偷偷用信用卡买机票回国。虽说比莉向父母承诺不会透露病情，但后来还是因为诊治的医生对奶奶有所隐瞒，跟家里人起了冲突。比莉表示自己对家里人的做法不解。
大伯海滨向比莉坦承奶奶的病情确实不单是给她自己，也给家里人带来了沉重的心理负担，而这也是集体主义意识的一种体现，有别于西方文化的个人主义观念。后来比莉也知道，当年奶奶也向爷爷隐瞒了病情，直到他弥留之际。
婚礼之日，海滨和浩浩都流下了激动的泪水，不过仪式还是按计划进行，没有引起奶奶的怀疑。那天晚上，奶奶给比莉发了一个红包，希望她以后想怎么花钱就怎么花钱。比莉跟奶奶说自己被古根海姆奖拒绝了，奶奶安慰她要继续追逐自己的梦想。
比莉继续保守秘密，噙着泪水跟奶奶话别。家里人陆续回到美国和日本。片尾字幕显示，片中奶奶的原型被诊断出绝症的六年后不知道自己的病情，不过依然健在。

## 演員列表
- 林家珍 (奥卡菲娜) 饰 王比莉（Billi）
- 趙淑珍 饰 奶奶；比莉的祖母
- 马泰 饰 王海燕；比莉的父亲
- 林晓杰 饰 陆建；比莉的母亲
- 卢虹 饰 姨奶奶；奶奶的妹妹
- 姜永波 饰 王海滨；海燕的哥哥
- 陈涵 饰 浩浩；海滨的儿子
- 水原碧衣 饰 爱子；浩浩的女朋友
- 李想 饰 玲婶；海滨的妻子
- 章静 饰 姑姑；海燕的表妹，小奶奶的女兒
- 杨学建 饰 李爷爷
- 刘锦航 饰 小宝；姑姑的儿子
- 刘红丽 饰 高阿姨；奶奶家的帮佣
- 刘敬宇 饰 宋医生
- 李冬、秦谱黠、王瑞琪 分别饰 姑父/小姑姑/小姑父
- 张世明、耿玉秋、萧守常、江作海、赵永华

## 制作
电影改编自最初出现在《This American Life》的一个故事，以及她奶奶生病的故事。她说：“我切实体会到我对家人的关系在和我对同学、同事及整个世界对抗。而这就是成为移民且跨越两种文化的性质。”
影片于2018年6月在中国长春开拍，需时24天。纽约也是取景地。摄影师安娜·法兰奎萨·索拉诺（Anna Franquesa Solano）接受《电影制片人》采访时，表示参考了和《橫山家之味》，不过灵感主要来自前期制作时和王子逸的家人在长春的生活。

## 发行上映
影片入选2019年圣丹斯电影节美国剧情片竞赛单元，2019年1月25日首映。2019年1月，A24以700万美元的高价击败奈飞、亚马逊工作室及福斯探照灯影业，拿下全球发行权。影片于2019年7月12日在美国、7月19日在加拿大上映，2019年9月5日在澳洲和新西兰上映、9月20日在英国和爱尔兰、10月3日在新加坡上映。本片原定于2019年11月22日在中国大陆上映，后来因为片方撤档延期到2020年1月10日上映。

## 评价
烂番茄评论数245条，平均分8.68/10，新鲜度高达99%。Metacritic评论43条，平均分90/100，表示“普遍好评”。
IndieWire的埃里克·科恩（Eric Kohn）给予A−评价，称赞奥卡菲娜的演绎，表示：“身为一位努力克服过去的传统主义及其对未来生活影响的华裔美国人，她是这部电影深入看待一场最不寻常家庭聚会的魅力引擎。”《名利场》理查德·拉森（Richard Lawson）：“王子逸所动情讲述的，不只是一个为关爱家人谈判的故事，还有移民重返故土，从某种意义上向故地道别的经历。”《好莱坞报道者》的大卫·罗尼（David Rooney）：“甜蜜的感伤时刻赚到观众的喝彩，诚意满满。”
2022年8月，《IndieWire》列出40部最佳悲傷電影名冊裡，本片榜上有名。2023年8月，本片在爛番茄整理「2010年代最佳50部喜劇」的排行榜，位居第2名。